# ANGPTL8
ANGPTL8 (англ. Angiopoietin like 8) – білок, який кодується однойменним геном, розташованим у людей на короткому плечі 19-ї хромосоми. Довжина поліпептидного ланцюга білка становить 198 амінокислот, а молекулярна маса — 22 105.
| 10         |  | 20         |  | 30         |  | 40         |  | 50         |
| ---------- |  | ---------- |  | ---------- |  | ---------- |  | ---------- |
| MPVPALCLLW |  | ALAMVTRPAS |  | AAPMGGPELA |  | QHEELTLLFH |  | GTLQLGQALN |
| GVYRTTEGRL |  | TKARNSLGLY |  | GRTIELLGQE |  | VSRGRDAAQE |  | LRASLLETQM |
| EEDILQLQAE |  | ATAEVLGEVA |  | QAQKVLRDSV |  | QRLEVQLRSA |  | WLGPAYREFE |
| VLKAHADKQS |  | HILWALTGHV |  | QRQRREMVAQ |  | QHRLRQIQER |  | LHTAALPA   |

A: Аланін

C: Цистеїн

D: Аспарагінова кислота

E: Глутамінова кислота

F: Фенілаланін

G: Гліцин

H: Гістидин

I: Ізолейцин

K: Лізин

L: Лейцин

M: Метіонін

N: Аспарагін

P: Пролін

Q: Глутамін

R: Аргінін

S: Серин

T: Треонін

V: Валін

W: Триптофан

Кодований геном білок за функцією належить до гормонів. 
Задіяний у такому біологічному процесі, як метаболізм ліпідів. 
Секретований назовні.